# Giovanni Berchet
Pour les articles homonymes, voir Berchet.
Giovanni Berchet est un poète et patriote italien du XIXe siècle né à Milan en 1783 et mort à Turin en 1851.

## Biographie
Giovanni Berchet a écrit un fameux manifeste sur le romantisme italien (1816), Lettera semiseria di Grisostomo al suo figliolo, dont le nom complet est : Sul cacciatore feroce e sulla Eleonora di G.A. Bürger. Lettera semiseria di Grisostomo al suo figliolo.
En 1820 il s'inscrit à la carboneria et contribue à Il Conciliatore, un  périodique réformiste, participe à diverses activités nationalistes, y compris les révolutions qui  secouent la péninsule italienne en 1821. Par la suite, il vit en exil, principalement en Grande-Bretagne, jusqu'au retour en Italie après la révolution de 1848. Parmi ses ouvrages, citons Il Trovatore, Il romito del Cenisio, et, surtout, i profughi di Parga (1821).

## La «lettera Semiseria»
L’auteur, qui se cache derrière le pseudonyme de Grisostomo (traduction italienne du mot grec ancien chrysóstomos signifiant « bouche d’or »), fait semblant d’écrire à son propre fils qui se trouve en pension en lui donnant une série de  conseils littéraires. C’est également l’occasion pour lui de faire l’apologie de la nouvelle littérature romantique, dont Berchet donne comme exemple les traductions des deux ballades du poète allemand G. A. Bürger, « Le chasseur féroce » et « Eléonore », inspirées de légendes populaires allemandes.
Vers la fin de la lettre, Grisostomo fait semblant de s’être moqué de lui et exhorte son fils à suivre fidèlement les règles classiques, qu’il expose en les parodiant. Cette caricature finale justifie donc l’adjectif « semiseria » (semi-sérieuse) de la lettre.
Selon les propres paroles de Berchet, la « Lettre » a comme fonction principale d’indiquer la nouvelle manière de composer que met en place la poésie populaire (et donc romantique) l'opposant ainsi à la poétique classique et mythologique qui fut définie par les romantiques comme étant « une poésie des morts » dans le sens où c’était une poétique dépassée.
En effet, soutenant la nécessité de faire sortir de la province la littérature contemporaine regardant même au-delà des frontières de l’Italie, Berchet identifia le nouveau public de la littérature romantique au « peuple », ce qui équivaut à la partie de la population qui n’était ni trop sophistiquée et traditionnelle ni  excessivement inculte et grossière. De telles idées ont été reprises de Ugo Foscolo puis reprises par Giacomo Leopardi ou bien Alessandro Manzoni.

## Source
- (it) Cet article est partiellement ou en totalité issu de l’article de Wikipédia en italien intitulé « Giovanni Berchet » (voir la liste des auteurs).